# Lîsaia Gora, Stînga Nistrului
Lîsaia Gora este un sat din cadrul comunei Ulmu din Unitățile Administrativ-Teritoriale din Stînga Nistrului, Republica Moldova.